# Rosulabryum torquescens
Rosulabryum torquescens là một loài Rêu trong họ Bryaceae. Loài này được (Bruch ex De Not.) J.R. Spence miêu tả khoa học đầu tiên năm 1996.